# Templo de Columbia River
El Templo de Columbia River es uno de los templos construidos y operados por la Iglesia de Jesucristo de los Santos de los Últimos Días, el número 107 construido por la iglesia y el tercero del estado de Washington, ubicado en la ciudad de Richland, Tri-Cities (Washington). Antes del templo de Columbia River, se habían dedicado los templos de Seattle (1980) y Spokane (1999) en el estado de Washington.

## Construcción
Los planes para la construcción del templo de Columbia River, al sureste del estado de Washington se anunciaron el 2 de abril de 2000. Seguido el anuncio público, la iglesia en ese país buscó un terreno adecuado y la ceremonia de la primera palada tuvo lugar el 28 de octubre de ese mismo año presidida por las autoridades generales de la región.
El exterior del templo está hecho de granito blanco proveniente de las canteras de Bethel, estado de Vermont y de Italia. Ciertas partes del basamento del templo incluyeron rocas como relleno provenientes del río Columbia, del cual el templo recibe su nombre oficial. Durante la construcción se permitió al público acceder al sitio a la orilla del río para escribir los nombres de sus seres queridos en las rocas que iban luego a ser incorporadas como parte del templo mismo.
El templo de Columbia River marcó un regreso al uso de murales para decorar una o más de las salas de ordenanzas utilizadas en la ceremonia de la investidura. Los murales que reflejaban la naturaleza progresiva de la investidura habían sido una característica estándar de cada templo desde los que se construyeron por primera vez en Utah finalizando con el templo de Los Ángeles (California), dedicado en 1956. El Templo de Columbia River tiene un primer salón decorado con murales el cual conduce al segundo salón de la progresión de investiduras que está sin murales.

## Dedicación
La doctrina SUD de los templos tiene su origen en 1832, dos años después de la organización de la iglesia, cuando su fundador y primer profeta José Smith recibió una revelación divina en la que el Señor Jesús le refiriera el deseo de la construcción de templos. En 1836 Smith y la iglesia completaron el templo de Kirtland, el primer templo SUD, en la ciudad de Kirtland, Ohio. Desde entonces la iglesia ha construido más de 125 templos alrededor del mundo.
El templo de Columbia River fue dedicado para sus actividades eclesiásticas en cuatro sesiones, el 18 de noviembre de 2001, por Gordon B. Hinckley. Antes de ello, del 27 de octubre al 10 de noviembre de ese mismo año, la iglesia permitió un recorrido público de las instalaciones y del interior del templo al que asistieron más de 65 000 visitantes. Unos 15 000 miembros de la iglesia e invitados asistieron a la ceremonia de dedicación, que incluye una oración dedicatoria.

## Características
Los templos de la Iglesia de Jesucristo de los Santos de los Últimos Días son construidos con el fin de proveer ordenanzas y ceremonias consideradas sagradas para sus miembros y necesarias para la salvación individual y la exaltación familiar. El templo de Columbia River tiene un total de 1570 metros cuadrados (16 899,3 ft²) de construcción, contando con dos salones para dichas ordenanzas SUD y dos salones de sellamientos matrimoniales. Los jardines del templo están decorados con un pequeño río que cae en cascada a un costado del templo. 
El templo de Columbia River fue construido con las mismas especificaciones de los templos de menor tamaño construidos a fines del siglo XX para llegar a un total de 100 templos para 2000. El primero de tales templos fue el Templo de Monticello (Utah), construido en un pueblo de unos 2 mil habitantes ubicado en la esquina sudeste del estado de Utah. El templo de Columbia River es el número 39 construido con estas especificaciones de menores proporciones alrededor del mundo. Con 1568 metros cuadrados (16 877,8 ft²) de construcción, es el templo de mayor tamaño entre los templos mileniales de menores proporciones operados por la iglesia SUD a nivel mundial. Fue el templo número 107 en operaciones de la iglesia, el quinto y último templo en ser dedicado en el año 2001.
La característica estatua del ángel Moroni del templo de Columbia River y puesta sobre el pináculo principal de la mayoría de los templos SUD fue reemplazado en agosto de 2019 luego de deterioro por la intemperie. La estatua es de 4 metros (13,1 pies) de altura hecha de fibra de vidrio con un peso aproximado de 113,5 kilogramos (250,2 lb).
El templo de Columbia River es utilizado por más de 35 000 miembros repartidos en congregaciones afiliadas a la iglesia en el sureste del estado de Washington y el noreste del estado de Oregón. El estado de Washington tenía, para el año 2001, cerca de 230 mil miembros de la iglesia SUD.